# Maximiliano Cuadra
Pablo Maximiliano Cuadra (San Nicolás de los Arroyos, Provincia de Buenos Aires, Argentina; 6 de junio de 1995) es un futbolista argentino. Juega como delantero y su primer equipo fue Racing. Actualmente milita en Santiago Wanderers de la Primera B de Chile.

## Trayectoria

### Racing
Fue promovido de la Reserva por Facundo Sava en 2016. Realizó pretemporada con el primer equipo en 2017, jugando un partido amistoso de verano frente a Atlético Tucumán en Salta. Partido que finalizó 1 a 1, donde él fue la figura del encuentro, anotando su primer gol y dándole la Copa Provincia de Salta para los dirigidos por Diego Cocca, por haber ganado el partido previo al clásico rival Independiente por 3 a 0.
En la reanudación del torneo 2016/2017 a principios del mes de marzo, Cuadra debuta oficialmente entrando en el segundo tiempo en la victoria 3-0 ante Lanús. El siguiente partido de local nuevamente ingresa desde el banco de suplentes siendo fundamental para la remontada agónica ante Godoy Cruz de Mendoza por 2-1 dando las dos asistencias de gol, primero a Diego González y luego a Gustavo Bou. Al siguiente partido, luego de reemplazar a Meli convierte el agónico gol del triunfo siendo asistido por Marcos Acuña en el minuto 85' dándole a Racing la victoria ante Quilmes por 2-3 luego de terminar 2-0 abajo la primera parte y jugando 50 minutos con un jugador menos.
Su segundo gol lo marca contra Rionegro Águilas por la Copa Sudamericana, poniendo el 1-0.
Su tercer gol con la Academia sería ante Independiente Medellín por los dieciseisavos de final de la Copa Sudamericana 2017 marcando el 2-2 (De penal) temporal en tierras colombianas, tras ir perdiendo 2-0 (Partido que finalizaría 3-2 a favor de Racing). 
Su cuarto gol sería ante Godoy Cruz de Mendoza, el 23 de febrero de 2018, por la decimoséptima fecha del torneo Argentino, ingresando en el complemento y convirtiendo el 2-1 final en el cuarto minuto de descuento.

### San Luis de Quillota
El 1 de septiembre de 2021 es anunciado como nuevo refuerzo de Unión La Calera. Sin embargo, ante la falta de cupo de extranjeros, el club decide cederlo a San Luis de Quillota de la Primera B, curiosamente su clásico rival.

## Estadísticas
- Actualizado al 15 de agosto de 2025

| Club                     | Div.                | Temporada           | Liga  | Liga  | Copa nacional | Copa nacional | Copa internacional | Copa internacional | Total | Total |
| Club                     | Div.                | Temporada           | Part. | Goles | Part.         | Goles         | Part.              | Goles              | Part. | Goles |
| ------------------------ | ------------------- | ------------------- | ----- | ----- | ------------- | ------------- | ------------------ | ------------------ | ----- | ----- |
| Racing Argentina         | 1.ª                 | 2016/17             | 15    | 1     | —             | —             | 2                  | 1                  | 17    | 2     |
| Racing Argentina         | 1.ª                 | 2017/18             | 13    | 1     | 3             | 0             | 4                  | 1                  | 20    | 2     |
| Racing Argentina         | 1.ª                 | 2018/19             | 4     | 1     | —             | —             | 1                  | 0                  | 5     | 1     |
| Racing Argentina         | 1.ª                 | 2021                | —     | —     | 1             | 0             | —                  | —                  | 1     | 0     |
| Racing Argentina         | Total               | Total               | 32    | 3     | 4             | 0             | 7                  | 2                  | 43    | 5     |
| Unión Argentina          | 1.ª                 | 2018/19             | 10    | 0     | 5             | 2             | 2                  | 0                  | 17    | 2     |
| Unión Argentina          | 1.ª                 | 2019/20             | 6     | 0     | —             | —             | —                  | —                  | 6     | 0     |
| Unión Argentina          | Total               | Total               | 16    | 0     | 5             | 2             | 2                  | 0                  | 23    | 2     |
| Gimnasia (LP) Argentina  | 1.ª                 | 2019/20             | 5     | 0     | 0             | 0             | —                  | —                  | 5     | 0     |
| Gimnasia (LP) Argentina  | Total               | Total               | 5     | 0     | 0             | 0             | 0                  | 0                  | 5     | 0     |
| Cobreloa · Chile         | 2.ª                 | 2020                | 9     | 5     | —             | —             | —                  | —                  | 9     | 5     |
| Cobreloa · Chile         | Total               | Total               | 9     | 5     | 0             | 0             | 0                  | 0                  | 9     | 5     |
| San Luis (Q) · Chile     | 2.ª                 | 2021                | 11    | 3     | —             | —             | —                  | —                  | 11    | 3     |
| San Luis (Q) · Chile     | Total               | Total               | 11    | 3     | 0             | 0             | 0                  | 0                  | 11    | 3     |
| Banfield Argentina       | 1.ª                 | 2022                | 15    | 1     | 5             | 1             | 4                  | 0                  | 24    | 2     |
| Banfield Argentina       | Total               | Total               | 15    | 1     | 5             | 1             | 4                  | 0                  | 24    | 2     |
| Apollon Smyrnis · Grecia | 2.ª                 | 2022/23             | 18    | 5     | —             | —             | —                  | —                  | 18    | 5     |
| Apollon Smyrnis · Grecia | Total               | Total               | 18    | 5     | 0             | 0             | 0                  | 0                  | 18    | 5     |
| Levadiakos · Grecia      | 2.ª                 | 2023/24             | 18    | 3     | 5             | 1             | —                  | —                  | 23    | 4     |
| Levadiakos · Grecia      | Total               | Total               | 18    | 3     | 5             | 1             | 0                  | 0                  | 23    | 4     |
| Magallanes · Chile       | 2.ª                 | 2024                | 5     | 1     | 3             | 0             | —                  | —                  | 8     | 1     |
| Magallanes · Chile       | Total               | Total               | 5     | 1     | 3             | 0             | 0                  | 0                  | 8     | 1     |
| S. Wanderers · Chile     | 2.ª                 | 2025                | 12    | 1     | 5             | 3             | —                  | —                  | 17    | 4     |
| S. Wanderers · Chile     | Total               | Total               | 12    | 1     | 5             | 3             | 0                  | 0                  | 17    | 4     |
| Total en su carrera      | Total en su carrera | Total en su carrera | 141   | 22    | 27            | 7             | 13                 | 2                  | 181   | 31    |

## Palmarés
| Título              | Club       | País      | Año  |
| ------------------- | ---------- | --------- | ---- |
| Superliga Argentina | Racing     | Argentina | 2019 |
| Segunda Superliga   | Levadiakos | Grecia    | 2024 |